# Moses Ogbu
Moses Orwohicho Ogbu, född 7 februari 1991, är en nigeriansk fotbollsspelare som spelar för kinesiska Shijiazhuang Gongfu.

## Karriär
Ogbu är fostrad i FC Dynamos ungdomsakademi i hemlandet Nigeria. Han kom till Sverige i februari 2009. Han provspelade under våren 2009 för Djurgårdens IF i U21-allsvenskan. Ogbu spelade under 2009 även för Gimo IF i division 3, vilka han gjorde två mål för, varav det ena på straff.
Den 30 november 2009 blev han klar för IK Sirius. I oktober 2012 förlängde han sitt kontrakt med klubben ytterligare tre år.
Ogbu blev delad skytteligavinnare med Stellan Carlsson i division 1 Norra 2013 på 18 gjorda mål.  Han tilldelades även efter säsongen 2013 supportrarnas pris - "Årets Kjelledine" - ett pris som supporterföreningen Västra Sidan ger till årets bästa spelare. Sirius vann division 1 den säsongen och blev uppflyttade till Superettan 2014. 
I premiären i Superettan 2014 mot Syrianska FC, som blivit nedflyttade från Allsvenskan, vann Sirius med 5–1. Ogbu spelade från start i premiären och gjorde mål i den 50:e minuten (assist av Elliot Käck) och blev utbytt i den 64:e minuten mot Kim Skoglund.
I december 2015 värvades Ogbu av Jönköpings Södra IF, där han skrev på ett tvåårskontrakt. I juli 2016 lånades Ogbu tillbaka till IK Sirius för resten av säsongen. Väl där var han med och bidrog till att klubben tog sig upp i Allsvenskan för första gången på 42 år. I mars 2017 värvades Ogbu tillbaka av IK Sirius.
I februari 2019 värvades Ogbu av saudiska Al-Ain. Den 25 juni 2019 värvades Ogbu av engelska Grimsby Town, där han skrev på ett ettårskontrakt. Den 14 januari 2020 kom Ogbu och Grimsby Town överens om att bryta kontraktet.
I mars 2020 blev Ogbu klar för Mjällby AIF, där han skrev på ett kontrakt som gäller säsongen 2020. I februari 2021 värvades Ogbu av kinesiska Wuhan Three Towns, där han skrev på ett tvåårskontrakt.
I februari 2022 blev Ogbu klar för Pohang Steelers i sydkoreanska högstaligan K League 1.